# Full Contact (Computerspiel)
Full Contact ist ein Computer-Kampfspiel von 1991 für den Amiga.

## Spielinhalt
Full Contact ist ein Kampfspiel ähnlich wie Street Fighter. Im Solo-Modus tritt der Spieler gegen eine Reihe von Computergegnern mit aufsteigendem Schwierigkeitsgrad an. Beim Zweispieler-Modus können Einzelkämpfe oder ein Turnier bestritten werden.

## Entwicklung
Das Spiel wurde von Team17, während der Entwicklung bekannt als Team 7 International, entwickelt und herausgebracht. Das Spiel wurde von Andreas Tadic, Peter Tuleby und Stefan Boberg programmiert. Die Grafik stammt von Rico Holmes und die Musik wurde von Allister Brimble und Jimmy Fredriksson komponiert.
Das Spiel, die erste Veröffentlichung des aus 17Bit Software hervorgegangenen Team17, führte wochenlang die Gallup-Charts an und markierte damit den Start einer langen Serie erfolgreicher Spiele der Entwickler (Worms, Alien Breed, Assassin, Project X, Superfrog, Body Blows und Alien Breed 2).